# Omloop van het Houtland 1981
L'Omloop van het Houtland 1981, trentasettesima edizione della corsa, si svolse il 1º ottobre 1981 su un percorso con partenza e arrivo a Lichtervelde. Fu vinto dal belga Rudy Pevenage della Capri Sonne davanti ai suoi connazionali Willy Scheers e Werner Devos.

## Ordine d'arrivo (Top 10)
| Pos. | Corridore       | Squadra           | Tempo |
| ---- | --------------- | ----------------- | ----- |
| 1    | Rudy Pevenage   | Capri Sonne       |       |
| 2    | Willy Scheers   | Boston-Mavic      |       |
| 3    | Werner Devos    | Boule d'Or-Sunair |       |
| 4    | Ludo Frijns     | Boule d'Or-Sunair |       |
| 5    | Ronny Vanmarcke |                   |       |
| 6    | Dirk Baert      |                   |       |
| 7    | Johan Louwet    | Safir-Galli-Ludo  |       |
| 8    | Leo Wellens     | Boule d'Or-Sunair |       |
| 9    | Johan Wellens   | Boule d'Or-Sunair |       |
| 10   | Dirk Wayenberg  | Capri Sonne       |       |